# Paulowniaceae
Paulowniaceae is een botanische naam, voor een familie van tweezaadlobbige planten. Een familie onder deze naam wordt pas de laatste tijd erkend door systemen van plantentaxonomie, maar wel door het APG-systeem (1998) en het APG II-systeem (2003).
Het gaat in dat geval om een kleine familie van slechts één geslacht (Paulownia), van opzienbarende en opvallende bomen. De traditionele plaatsing van dit geslacht is in de familie Scrophulariaceae.